# گالینگ (متالورژی)

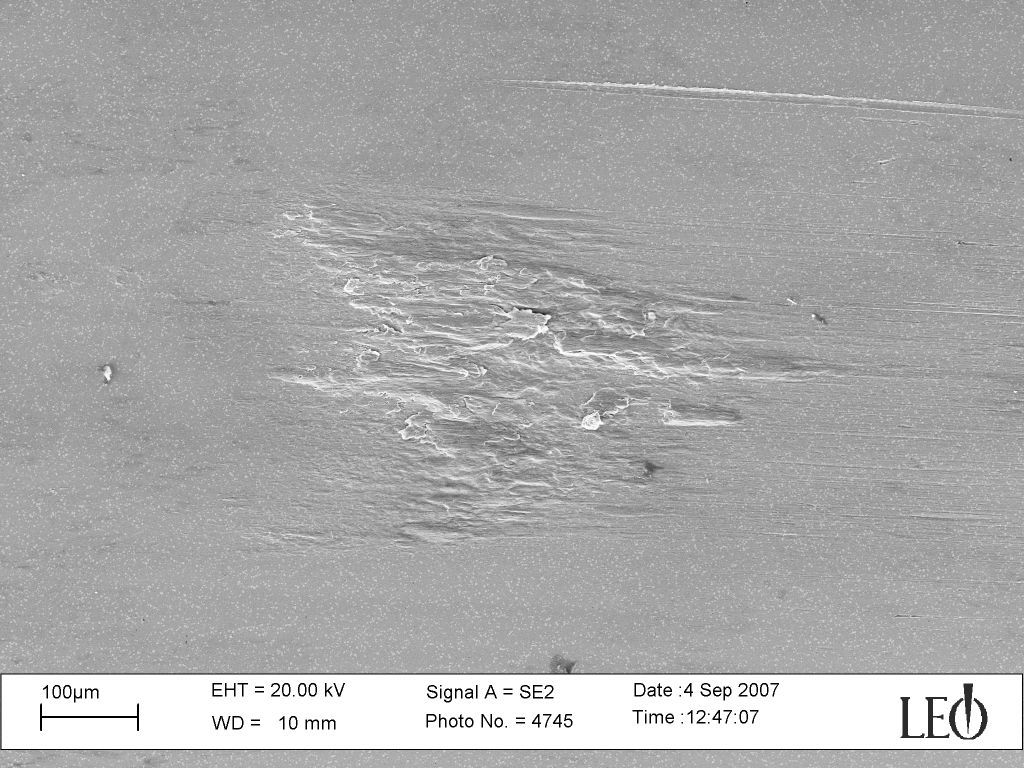
تصویر میکروسکوپ الکترونی نشان می‌دهد که بخشی از یک ورق بر روی سطح یک ابزار در طول زمان سایش بین آن دو ایجاد شده است

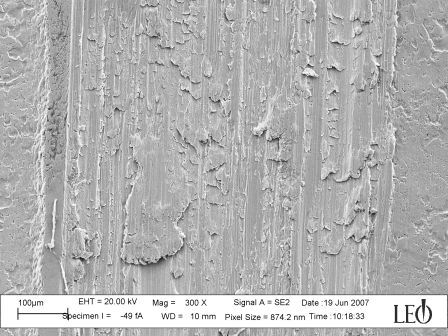
آسیب روی ورق نشان دهندهٔ یک سطح ناصاف است که بر اثر تغییر شکل پلاستیک بالا رخ داده است

پدیدهٔ گالینگ (به انگلیسی: Galling)، نوعی از سایش بین دو سطح است که از چسبندگی بین دو سطح ایجاد می‌شود. وقتی در یک ماده گالینگ اتفاق می‌افتد مقداری از آن ماده به سطح مادهٔ دیگری که در تماس با آن است کشیده می‌شود، به ویژه در زمانی که فشار زیادی بین آن دو سطح برقرار باشد. گالینگ بر اثر ترکیب سایش و چسبندگی بین دو سطح ایجاد می‌شود، که با لغزش و برش در ساختار کریستالی زیرین می‌شود. این پدیده به‌طور کلی باعث چسبیده شدن ماده یا ایجاد جوش اصطکاکی در آن که باعث ایجاد برآمدگی می‌شود همراه خواهد شد. این پدیده بیشتر در فلزاتی که در تماس با یک فلز دیگر است اتفاق می‌افتد و در فلزاتی که به‌طور مناسب روان‌کاری نمی‌شوند رایج تر است.
در هر صورت بعضی فلزات خاص به دلیل ساختار کریستالی اتمی خود گرایش بیشتری به پدیدهٔ گالینگ از حود نشان می‌دهند. به عنوان مثال آلومینیم فلزی است که به راحتی دچار پدیدهٔ گالینگ می‌شود، در حالیکه فولاد آنیل شده مقاومت بیشتری در برابر پدیدهٔ گالینگ از خود نشان می‌دهد و همچنین فولاد سخت کاری شده مقاومت بسیار زیادی در مقابل این پدیده از خود نشان می‌دهد.
گالینگ مشکل رایجی در مواردی است که کاربرد آن تماس دو فلز با یکدیگر می‌باشد. این اتفاق بدون توجه به اینکه دو فلز از یک جنس باشند یا نه اتفاق می‌افتد. آلیاژهایی مثل برنج (آلیاژ) و مفرغ (برنز) آلیاژهایی هستند که در مقابل گالینگ از خود مقاومت خوبی نشان می‌دهند به همین دلیل است که در یاتاقانها و بوش‌ها به وفور از این دو آلیاژ استفاده می‌شود.

## معرفی
گالینگ یک سایش چسبنده است که باعث انتقال میکروسکوپی ماده بین دو فلزی که در تماس با یکدیگرند می‌شود. این پدیده عموماً در مواردی که میزان بار اعمالی و سرعت مکانیزم پایین باشد اتفاق می‌افتد، البته در شرایط کاری سرعت بالا و میزان بار پایین نیز این پدیده مشاهده می‌شود. گالینگ پدیدهٔ رایج در شکل‌دهی فلزات، یاتاقان‌ها، پیستون ماشین آلات، سیلندرهای هیدرولیکی و پنوماتیکی و دیگر ماشین آلات صنعتی است. برخلاف انواع دیگر سایش، گالینگ یک پدیدهٔ تدریجی نیست بلکه به صورت آنی اتفاق می‌افتد و باعث ایجاد برآمدگی بر روی سطح می‌شود که این برآمدگی خود منبع ایجاد هرچه بیشتر گالینگ است.
پدیدهٔ گالینگ نیازمند وجود دو ویژگی در فلز است، چسبندگی بین پیوند فلزی و همچنین موم‌سانی یا پلاستیسیته. گرایش مواد به گال شدن تحت تأثیر شکل‌پذیری (داکتیلیتی) است. به عنوان مثال فلزات سخت کاری شده مقاومت خوبی در مقابل این پدیده دارد در حالی که فلزی از همان نوع که سخت کاری نشده راحت‌تر این پدیده درش اتفاق می‌افتد. گرایش مواد به گالینگ همچنین به آرایش اتمی آن‌ها نیز وابسته است، چون فلزاتی با ساختار FCC نسبت به BCC راحت‌تر اجازهٔ گال شدن را می‌دهند. چون ساختار FCC گرایش بیشتری به تولید نابجاییها در شبکهٔ کریستالی خود دارد.
در فلزکاری که اغلب با پدیدهٔ برش سر و کار دارد (تراشکاری و فرزکاری) پدیده گالینگ برای فلزات نرم اغلب اتفاق می‌افتد. ماده از قطعه کار جدا می‌شود و به ابزار می‌چسبد و باعث ایجاد برآمدگی بر روی نوک ابزار می‌شود. برآمدگی روی ابزار به‌طور کلی رفتار تماسی بین دو سطح را تغییر می‌دهد که باعث افزایش چسبندگی، مقاومت در برابر ادامهٔ ماشینکاری می‌شود و همچنین به دلیل وجود ارتعاشات به واسطهٔ گالینگ صدای ناهنجاری نیز ایجاد می‌شود.

## گالینگ پیچی
گالینگ پیچی (به انگلیسی: Thread galling) پدیده ای است که بیشتر در اتصال دهنده‌های پیچی اتفاق می‌افتد. سازنده‌های اتصالات پیچ و مهرهٔ فولاد ضد زنگ چندبار در هر سال شکایاتی از سوی مشتری‌های خود دریافت می‌کردند که پیچ و مهرهٔ آن‌ها به همدیگر قفل شده‌است و این سازنده‌ها پس از بررسی‌های خود متوجه شدند که مشکلی در طراحی آن وجود ندارد اما کماکان قفل شدن پیچ و مهره اتفاق می‌افتاد. به نظر می‌آید گالینگ پیچی در آن دسته از اتصال دهنده‌هایی از جنس فولاد ضد زنگ، آلومینیم، تیتانیم و دیگر آلیاژهایی که با ایجاد یک فیلم نازک اکسید بر روی خود از اکسید شدن محافظت می‌کنند رایج تر است. در طول زمان سفت کردن اتصال دهنده‌ها، با افزایش فشار بین سطوح تماسی و لغزشی، فیلم نازک اکسید شده شکسته می‌شود، کنار می‌رود و نیروی برشی قوی بین سطح باعث قفل شدن و چسبیدن سطوح به یکدیگر می‌شود.

## پیشگیری
راه‌های زیر به‌طور کلی برای افزایش مقاومت به گالینگ مؤثر است:
- به حداقل رساندن لغزش نسبی
- کاهش فشار تماسی
- پولیش کردن سطوح
- پوشش دهی سرامیکی بر روی سطوح
- استفاده از روانکننده‌ها
- بافت و شکل دادن به سطوح برای دسترسی بهتر روانکننده ها[۲]

روشی دیگر در مورد کاهش ایجاد پدیدهٔ گالینگ انجام عملیات حرارتی سخت کاری سطحی بر روی سطوح است. به عنوان مثال در مورد مولیبدن از عملیات کربن دهی، نیتراته کردن و کربونیتراته کردن استفاده می‌کنند تا به سختی ای در حدود ۱۵۰۰ سختی ویکرز (VHN) برسد. فرایند کربورایزینگ به کمک عملیات کربورایزینگ بسته انجام می‌گیرد. متناوباً، حرارت دهی در کربن مونوکسید در دمای ۱۰۹۵ درجه برای کربوره کردن مولیبدن انجام می‌گیرد. برای کاهش گالینگ و ضریب اصطکاک در مولیبدن، دی سولفید مولیبدن را باید در فلز مولیبدن شکل داد که این عمل با حرارت دادن به فلز تا دمایی حدود ۸۱۵ الی ۸۷۰ درجهٔ سانتیگراد برای ۲۰ دقیقه الی ۳ ساعت در اتمسفر سولفید هیدروژن اتفاق می‌افتد.
درجه ای از مقاومت به گالینگ هر ماده ای به استحکام برشی و سختی بستگی دارد. آلومینیوم برنز استاندارد در میان آلیاژهای مس دار خصوصیات خوبی برای مقاومت به گالینگ با توجه به دو پارامتر گفته شده دارد. اما برای مواردی که مقاومت به سایش از اولویت بالاتری برخوردار است می‌توان با ترکیب کردن مواد به خصوصیات بهتری دست یافت. آلیاژهای مس-آلومینیوم- آهن با میزان آلومینیوم تا ۱۶درصد مقاومت خارق‌العاده ای دارند و در کاربردهایی که میزان بار بالاست و سرعت پایین و همچنین در مواردی که سیستم در تماس با مواد خورنده نیست مناسب است. در شکل‌دهی ورق روانکننده‌ها به تنهایی قادر به جلوگیری از ایجاد چسبندگی و گالینگ نیستند و این باعث می‌شود در ورق ناصافی ایجاد شود و صدمات جبران ناپذیری به قالب وارد کند. در این موارد از لقمه‌های آلومینیوم برنز برای جلوگیری از صدمات استفاده می‌شود. این آلیاژ به میزان ۱۴ الی ۱۵ درصد آلومینیوم دارد. آن‌ها مقاومت فشاری بالا اما مقاومت کشش نهایی پایینی دارند و شکننده هستد.